# Hrvatska akademska zajednica Domovine i Dijaspore
Hrvatska akademska zajednica Domovine i Dijaspore (kratica HAZUD) je hrvatska domovinsko-iseljenička akademska organizacija, pravna osoba.
Djeluje prema svojem statutu koji je donijela skupština Hrvatske akademske zajednice Domovine i Dijaspore održana 30. listopada 2012. godine u Dugom Selu, koji je sjedište ove organizacije.

## Osnovni podatci
HAZUD je "nepolitička, nestranačka, neprofitna, nevladina, jedinstvena, demokratska,  dragovoljna, samostalna organizacija utemeljena radi izražavanja ujedinjenja, zaštite i unaprjeđivanja zajedničkih ekonomskih, pravnih, gospodarskih i socijalnih interesa koja samostalno obavlja djelatnost osobnim radom, sredstvima rada na području Republike Hrvatske, sa svrhom uzdizanja gospodarskog, ekonomskog i kulturnog razvitka povezivanjem i okupljanjem intelektualnog, gospodarskog i znanstvenog kapitala Hrvatske i iseljene Hrvatske, te očuvanja kulturne baštine i koja članstvo i prava članova uvjetuje prema svojim proklamiranim ciljevima."

## Članstvo
U članstvo prima u "istaknute gospodarstvenike, intelektualce, umjetnike, akademike, inovatore, akademski obrazovane građane koji žive u Hrvatskoj, kao i građane koji su na privremenom radu u inozemstvu, ili su privremeno iseljeni".
Od travnja 2011. njen član Emil Čić imenovan je Pročelnikom razreda za Umjetnost HAZUD.

## Djelovanje
HAZUD djeluje u skladu s važećim zakonima i propisima i u skladu sa Statutom, kao i u skladu s drugim službenim aktima, Ustavom Republike Hrvatske, Statutom HAZUD Basel, Poveljom Ujedinjenih naroda i drugim dokumentima, napose Općom deklaracijom o pravima čovjeka, Poveljom o gospodarskim pravima i dužnostima država, Međunarodnim paktom o građanskim i političkim pravima, Deklaracijom o načelima međunarodnog prava o prijateljskim odnosima i suradnji između država, Deklaracijom o ukidanju svih oblika nesnošljivosti i diskriminacije na temelju vjere ili uvjerenja, Deklaracijom o zaštiti svih osoba od mučenja i drugih oblika okrutnog, neljudskog ili ponižavajućeg postupanja ili kažnjavanja, Deklaracijom o pravu na razvoj, Deklaracijom o pravima djeteta, Deklaracijom o pravima invalida, Deklaracijom o rasi i rasnim predrasudama, Konvencijom protiv mučenja i drugog okrutnog, neljudskog ili ponižavajućeg postupanja ili kažnjavanja, Konvencijom o pravnom položaju izbjeglica, Konvencijom o diskriminaciji u zapošljavanju i zanimanju, Konvencijom o eliminiranju svih oblika diskriminacije žena, Konvencijom o sprječavanju genocida i kažnjavanju zločina genocida, Europskom konvencijom o ljudskim pravima, Konvencijom UN protiv korupcije, Kaznenopravnom konvencijom Vijeća Europe o korupciji, i drugi važećim domaćim i međunarodnim propisima i aktima.

## Svrha
HAZUD okuplja članstvo radi "ostvarenja europske razine napretka kroz programe razvitka u područjima ekonomije, gospodarstva, obrazovanja, kulture i umjetnosti, društvenih, tehničkih, medicinskih i drugih znanosti, te inovacija, sukladno Statutu i Zakonu, i čija svrha nije stjecanje dobiti" i radi "međusobne povezanosti članstva, radi njihove međuovisnosti i razvijanja modela primjene u društvu kako bi svima olakšala služenje u ljubavi, slobodom i odgovornošću."  Teži i doprinosi stvaranju zdravoga, humanoga, demokratskoga i pluralnoga društva mira, blagostanja i sigurnosti. U službi je svih Hrvata u Dijaspori i u Republici Hrvatskoj.

## Vanjske poveznice
- HAZUD  Arhivirana inačica izvorne stranice od 13. ožujka 2013. (Wayback Machine)
- Logotip[neaktivna poveznica]